# Dibutilamina
La dibutilamina o N-butil-1-butanamina es una amina secundaria de fórmula molecular C8H19N en la que dos grupos butilo se hallan unidos al nitrógeno.

## Propiedades físicas y químicas
La dibutilamina es un líquido incoloro o amarillo con el olor típico de las aminas.
Solidifica a -62 °C y hierve a 159 °C.
Es menos denso que el agua (ρ = 767 g/cm³) y poco soluble en ella, en una proporción de 3500 mg/L. El logaritmo de su coeficiente de reparto, logP = 2,76, revela que es considerablemente más soluble en disolventes apolares; es muy soluble en etanol y éter, y también soluble en acetona.
Es un compuesto básico (pKa = 11,31) con una reactividad química semejante a la de otras aminas, neutralizando ácidos para formar sales. Es incompatible con agentes oxidantes fuertes y con muchos metales.

## Síntesis
La dibutilamina se puede sintetizar a partir de bromuro de butilo y amoníaco, siendo luego necesaria su separación de mono-, di- y tributilaminas. Una segunda forma de síntesis tiene como precursora la N-butyliden-1-butanamina, que es reducida con telururo de hidrógeno. Otra alternativa para obtener esta amina es mediante la N-alquilación de 1-butanamina catalizada por Pt–Sn/γ-Al2O3.

## Usos
La dibutilamina es un producto intermedio en la producción de inhibidores de corrosión, emulsionantes, agentes de flotación, insecticidas, productos de farmacia, aceleradores de la vulcanización y tintes.
También se emplea como aditivo para combustibles.
Por otra parte, la dibutilamina ha sido empleada como catalizadora en la síntesis de derivados de piranos.

## Precauciones
La dibutilamina es una sustancia inflamable cuya temperatura de autoignición es de 275 °C. Al arder desprende óxidos de nitrógeno tóxicos. Por encima de 47 °C, sus vapores pueden formar mezclas explosivas con el aire. La densidad de los mismos es 4,5 veces mayor que la del aire, por lo que pueden fluir sobre superficies hasta una fuente de ignición distante.
Su inhalación ocasiona irritación en nariz, garganta y pulmones; también produce tos, náuseas y dolor de cabeza. Su contacto con ojos y piel provoca irritación severa.